# Seznam česko-slovenských písní
Česká a slovenská kultura si je i mnoho let po rozpadu Československa v roce 1993 velmi blízká, jak díky společné historii, tak i pro podobnost jazyků. Následující seznam uvádí výběr česko-slovenských  písní, ve kterých zní čeština i slovenština.
- 1984: Karel Gott a Darinka Rolincová – Zvonky šťastia
- 1985?: Peter Lipa a Karel Černoch – Černoch a Lipa
- 1988: Vašo Patejdl a Heidi Janků - Ztracený ráj
- 1989: Darina Rolincová a Jiří Korn – Vlak pre dvoch
- 2002: Miro Žbirka a Martha – Sněhulák
- 2002: Miro Žbirka a Martha – Co bolí, to přebolí
- 2004: Tatabojs a Linda Hammelová – Virtuální duet
- 2009: Miro Žbirka a Magdaléna Šalamounová – Tento song
- 2009: Chinaski a No Name – Ná ná ná
- 2009: Kristína a Victoria – Zmrzlina
- 2010: Robo Opatovský a Monika Bagárová – Prší
- 2014: Xindl X a Mirka Miškechová – Cudzinka v tvojej zemi
- 2014: O5 & Radeček a Mária Čírová – Vloupám se
- 2014: Ondřej Brzobohatý a Peter Cmorik – Vietor
- 2015: Elán a Lo Hrůzová – Neodchádzaj
- 2016: Ego a Monika Bagárová – Neriešme
- 2016: Chinaski a Bára Hosnedlová – Slovenský klín
- 2017: No Name a Karel Gott – Kto dokáže
- 2017: Slza a Celeste Buckingham – Na srdci
- 2018: Chinaski a Katarína Knechtová – Miliooony přání
- 2018: Ben Cristovao a Mária Čírová – Padam
- 2019: O5 & Radeček a Celeste Buckingham – LOVEní
- 2019: Miro Žbirka a Ráchel Skleničková – Čistý svet
- 2019: Kryštof a Sima Martausová – Hvězdáři
- 2020: Kristína a Michal David – Na dlani
- 2022: Tina a Martin Hofmann – Jedno ráno
- 2022: Miro Žbirka a David Žbirka - Nejsi sám
- 2022: Sima a Ben Cristovao – V oblakoch
- 2023: Ronie a Monika Bagárová – Mesiac

Kromě duetů byly nahrány skladby v češtině i slovenštině pouze jedním umělcem, např.:
- 2018: No Name: Ži… a nech žít

## Duety v jednom jazyce
Do společné kategorie bývají řazeny i duety interpretů z obou zemí zpívané společným jazykem:

### V češtině
- 2000: Richard Müller a Iva Bittová – Stane se
- 2001: Petr Hapka a Jana Kirschner – Bude mi lehká zem
- 2006: Jaromír Nohavica a Jana Kirschner – První noc v novém bytě
- 2014: Jelen a Jana Kirschner – Co bylo dál
- 2016: Jaromír Nohavica a Peter Cmorik – Kříž svůj neseme

### Ve slovenštině
- 1987: Marika Gombitová a Karel Gott – Neznámy pár
- 2010: Peter Stašák a Monika Agrebi – Pieseň je láska